# 窦刚贵
窦刚贵（1969年8月—），男，汉族，中华人民共和国政治人物。现任新疆巨臣律师事务所主任，新疆律师协会理事、直属分会副会长。第十四届全国政协委员。